# Torpedoboote Ausland

ТА 29, колишній італійський міноносець «Ерідано» типу «Арієте» на стоянці у Генуї 1944 року.

Torpedoboote Ausland («іноземні міноносці») були невеликими есмінцями або великими міноносцями, захопленими нацистською Німеччиною та включеними до  складу Кригсмаріне. Їм було присвоєні номери, що починалися буквенним позначенням ТА.

## Колишні французькі кораблі
Потреба створення відповідного класу з'явилася у зв'язку з намірами добудувати захоплені у Франції міноносці типу «Лю Ф'є» відповідно до вимог Крігсмаріне. Їм присвоїли номери від ТА1 до ТА6. Проте ці кораблі так і не добудували 

## Колишні норвезькі кораблі
Номери ТА7 та ТА8 отримали два трофейні норвезькі ескадрені міноносці типу «Олесунн», також захоплені недобудованими. Спочатку їх планували ввести у стрій як "Zerstörer Norwegen 4 & 5" (норвезькі есмінці 4 та 5 ), але 1941 перекласифікували у міноносці.
Інші, ще менші трофейні норвезькі есмінці, типу «Слейпнир», включені до складу Крігсмаріне, формально до типу Torpedoboote Ausland не зараховувалися. Вони були перекласифіковані на міноносці у січні 1942 року.

## Колишні італійські кораблі
Номери починаючи з ТА14 отримали трофейні італійські міноносці та есмінці, захоплені після капітуляції Італії у 1943 році.